# ソファに横たわる裸婦

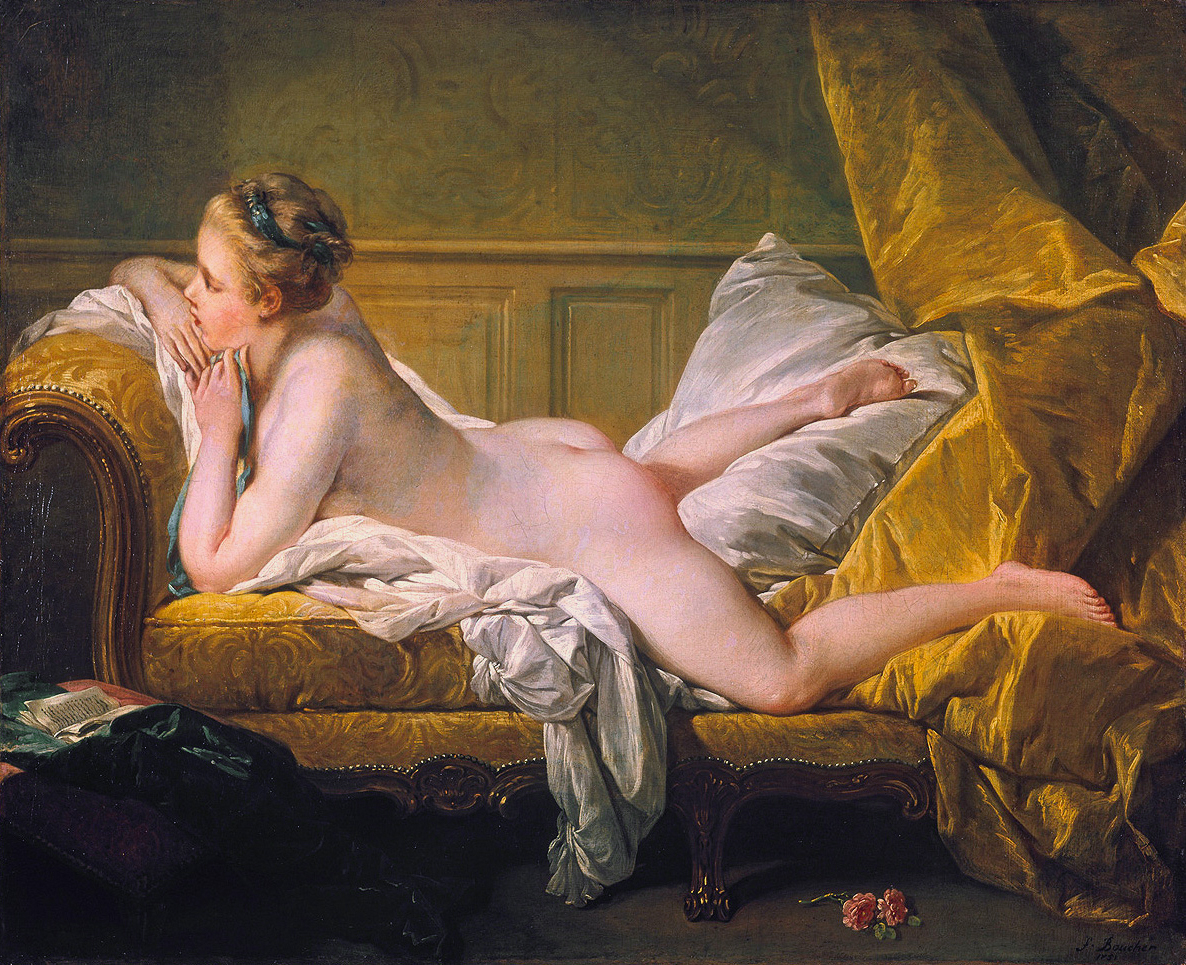
ケルン版

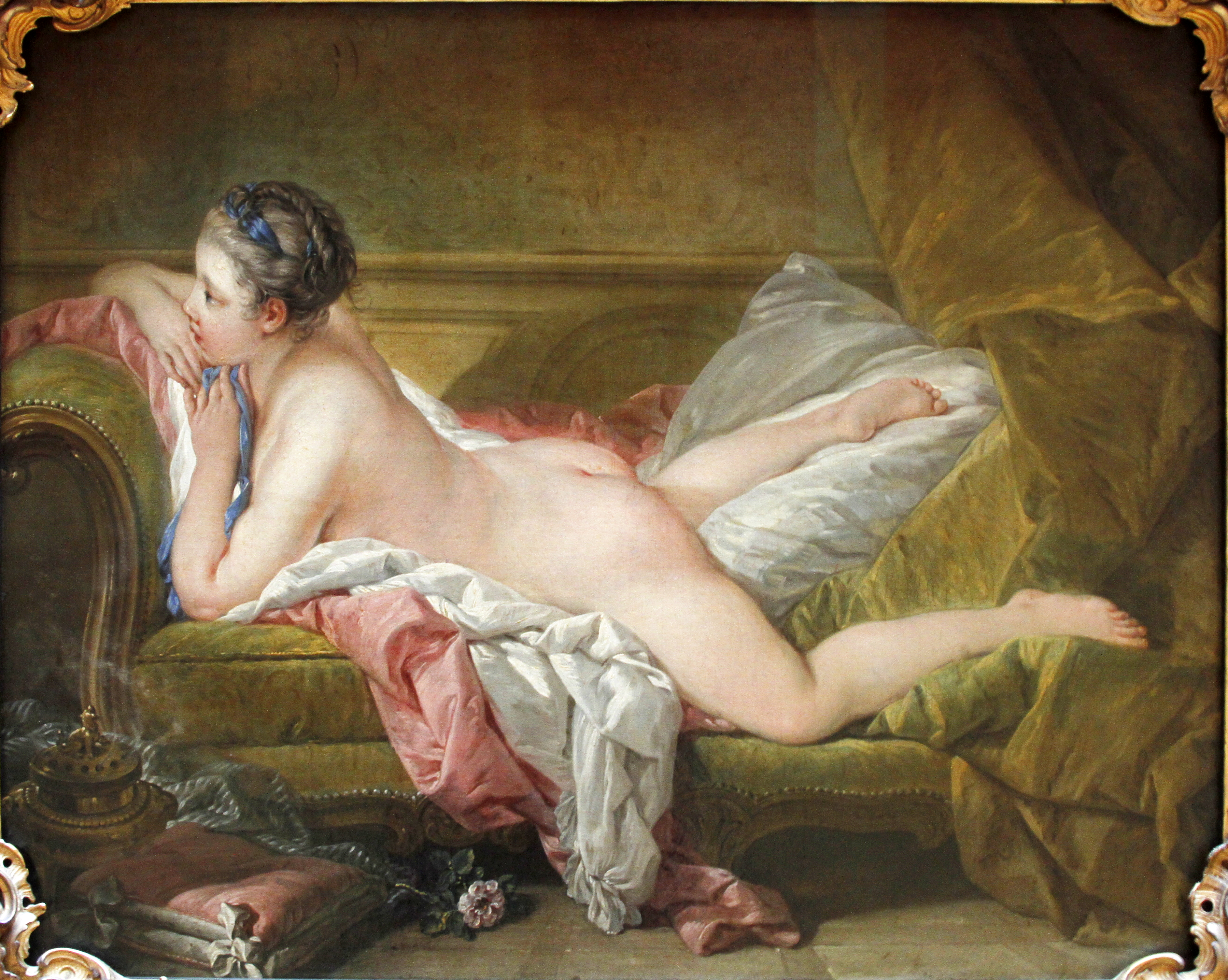
ミュンヘン版

『ソファに横たわる裸婦』または『黄金のオダリスク』（フランス語: Jeune fille allongée、Jeune fille couchée、L'Odalisque blondeとも）とは、フランソワ・ブーシェによる2枚の絵画の題名。 現在はW・リヒャルツ美術館とアルテ・ピナコテークの所蔵である。

これらの絵は、ブーシェのモデルとして働き、ルイ15世の愛人にもなったアイルランド人兵士の娘のマリー＝ルイーズ・オミュルフィの肖像画として描かれている。1751年のケルン版の制作当時、オミュルフィは十二歳であった。1752年、ミュンヘン版が描かれた。
ルイ15世は、ブーシェによる彼女の裸体画を見てオミュルフィに関心を寄せた。1753年、オミュルフィは同じく王の公妾であったポンパドゥール夫人の開いた王専用の娼館「鹿の園」に招かれることとなった。
コケティッシュな少女の挑発的な姿勢によって、優艶な官能美が表現されるこの作品は、コレッジョの描いたような「聖愛」のテーマあるいは、ヴェネツィア派の描く女神たちの神的な美しさとはかけ離れたものである。

## 色彩
磁器にも喩えられた人工的な人物像や、繊細な色遣いのインテリアなどはブーシェの作品に共通して見られる要素である。それは画題の浮薄さと相俟ってしばしば批判され、後年の評価を下げる一因ともなった。繊細を極めた色の扱いはここでも発揮される。浅く均一な表面を作り出す目的で下地には白が使用され、赤、青、黄の絵の具を、ピンク、水色、淡い黄色といった控えめな色合いに弱めるのに成功している。色相は見事に合わさっているが、明度や影の深さははっきりとしない。